# Socket A
A SOCKET A (másik, a lábkiosztásra használt nevén SOCKET462), az AMD processzorgyártó processzorfoglalatainak (ZIF foglalat) egyike, amit a Socket 7 (Super7-es) foglalat kifutása után jelent meg az AMD processzortokozásai sorában.

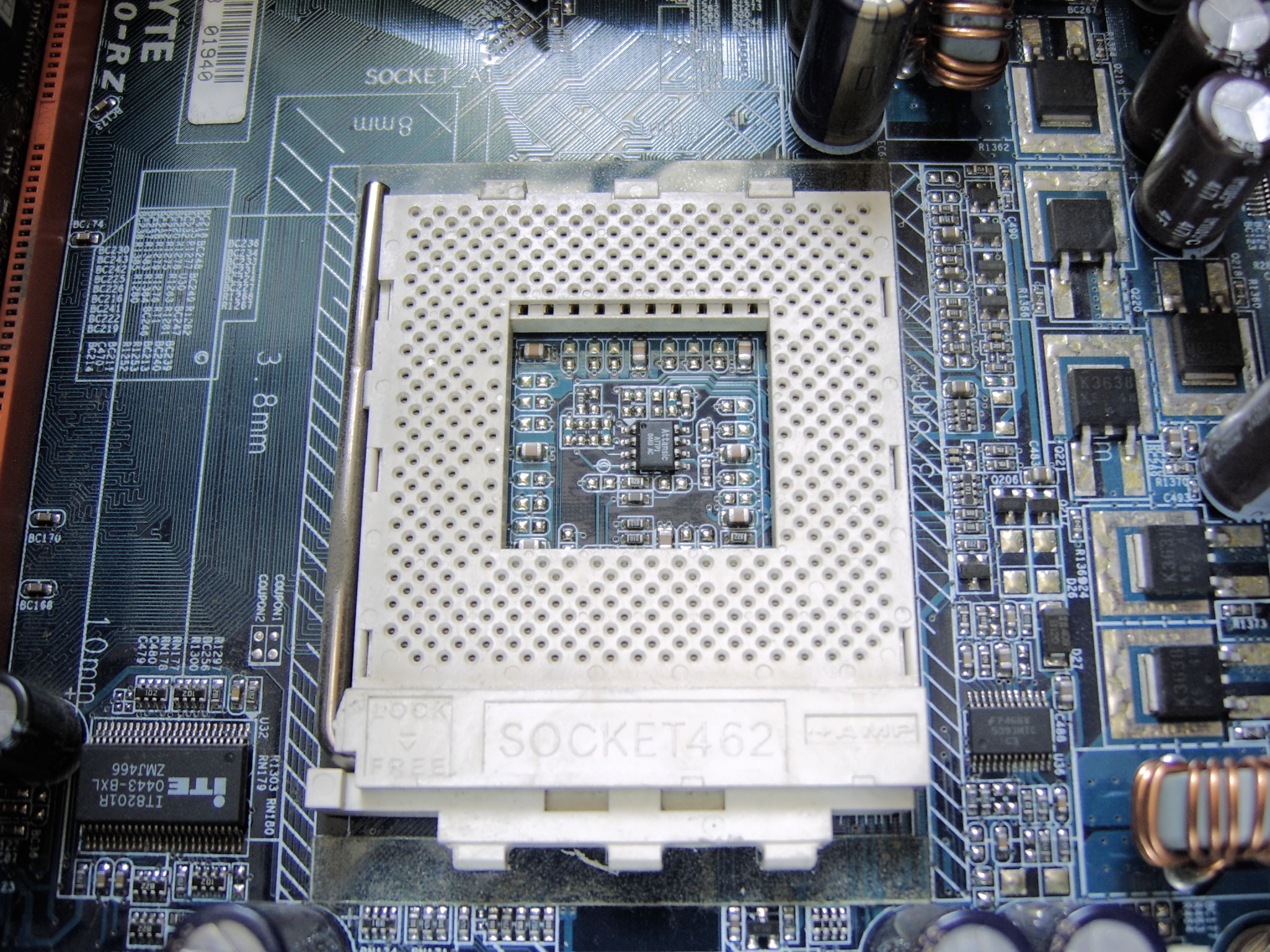

Bár az ezt megelőző, Socket 7 elnevezésű foglalat még az utódok sikeréhez is foghatót kanyarított ki magának annak idején, (néhány más gyártó, mint a Cyrix, sőt maga az Intel is gyártotta ezt a tokozást,) a technológiák fejlődése (miniatürizálás-kisebb gyártási csíkszélesség) előrevetítette az AMD-nél, az újabb ugrást a tokozások (ZIF foglalatok) szabványában.
Itt meg kell említsünk egy szintén AMD fejlesztést, ami a Pentium II-es processzoroknál megjelent, Slot 1 megnevezést utánozva Slot A nevet kapott, amihez az AMD saját nevén chipsetet is fejlesztett, amiket manapság már csak technológiai ínyenceknél, gyűjtőknél láthatunk, ugyanis gyorsan "kikopott" a rohamosan fejlődő tokozások piacáról. 
Mivel az új, AMD Athlon fejlesztéseknél kiderült, hogy az új miniatürizálási technikák lehetővé teszik, ezért az AMD a ZIF foglalatok sorában egy új szabványt vezetett be, ez lett a SocketA (Socket462), a Slot A kísérleti sikertelensége után.
Az AMD új platformjai az Athlon-tól eredeztethetőek (ebből adtak ki a korai szakaszban SlotA-s verziót), a Duron (kódneve Spitfire, Morgan, AppleBred), Athlon XP, Athlon XP-M, Athlon MP, és a Sempron processzorok közül jó néhány 3200+ -ig. (PGA 462 lábkiosztással szintén) 
Ezekből az 
- AMD Athlon (650 MHz - 1400 MHz)
- AMD Athlon XP (1500+ - 3200+)
- AMD Duron (600 MHz - 1800 MHz)
- AMD Sempron (2000+ - 3300+)
- AMD Athlon MP (1000 MHz - 3000+)
- AMD Geode NX (667 MHz - 2200 MHz)  lett SocketA  tokozás köré fejlesztve.

Első megjelenése 2000. június 5., a ThunderBird (T-Bird) felbukkanásával egyidős. Ezután jött ki a belépőszintű gépekhez a Duron platform-család, amit igen nagyszámú eladás vitt sikerre.
Formailag a Socket7-re annyiban hasonlít ez a tokozás, hogy középen a mag körül nincsenek lábak, ezt a Socket 754 és Socket 939-nél már nem láthatjuk, mert itt a több lábnak még a hűtésben is szerep jut.
A tokozás 600 MHz (Duron) és 2333 MHz (Athlon XP 3200+) közötti, tehát a 100 (133) Mhz és 166 (333) Mhz közötti FSB használatát teszi lehetővé. Ezeknél a processzor fajtáknál jelent meg egy technológiai újítás a Dual-Memory (kettős) memóriavezérlő, amely két, egyforma memóriakártya megléte esetén megosztja, (így gyorsítva) az elvégzendő feladatokat.
Specifikációk:
- Double Data Rate (támogatva: 100, 133, 166, 200 Mhz-en), ami a memória és az FSB sávszélességet duplázhatja, Duron, AthlonXP, Sempron processzoroknál, építve a DEC Alpha EV6 sín jellemzőire.
- A tokozás 600 MHz (Duron) és 2333 MHz (Athlon XP 3200+) közötti, tehát a 100 (133) Mhz és 166 (333) Mhz közötti FSB használatát teszi lehetővé.
- Az AMD ajánlása szerint a hűtője ezeknek a processzoroknak nem lehet több, mint 300 gramm (10,6 ounces).